# Eliezer Masliah
Eliezer Masliah (* 1958 oder 1959) ist ein Mediziner, der auf dem Gebiet der Neurowissenschaften forscht. Mit seinen Arbeiten, die sich mit der Biologie des Alterns, insbesondere mit den Krankheiten Parkinson und Alzheimer beschäftigen, hat er sich in Fachkreisen international einen Namen gemacht. Im September 2024 berichtete die Zeitschrift Science über Untersuchungen, nach denen ein erheblicher Teil seiner umfangreichen wissenschaftlichen Veröffentlichungen Manipulationen und andere Formen des Fehlverhaltens enthielten.

## Ausbildung und Werdegang
Masliah studierte Medizin an der Nationalen Autonomen Universität von Mexiko und machte dort 1982 seinen Abschluss. Anschließend absolvierte er eine vierjährige Facharztausbildung in Pathologie am Staatlichen Gesundheitsinstitut in Mexiko-Stadt. 1989 erhielt er ein Stipendium für Neuropathologie an der University of California, San Diego. Er arbeitete dort am Institut für Neurowissenschaften und Pathologie unter der Leitung von Bob Terry. Später erhielt er einen Ruf als Professor am selben Institut und wurde zusätzlich Leiter der Abteilung für Autopsie an der Universitätsklinik. Er beschäftigte sich dort mit Untersuchungen über die molekularen Mechanismen bei der synaptischen Degeneration im Fall von Parkinson sowie von Alzheimer und er entwickelte entsprechende Behandlungsmethoden.
2016 wurde er vom National Institutes of Health (NIH), einer Behörde des US Gesundheitsministeriums, zum Leiter der Abteilung für Neurowissenschaften ernannt. Zu den Schwerpunkten gehört die Untersuchung der Mechanismen, die zu den Krankheiten Alzheimer und Parkinson führen, insbesondere hat er sich mit α-Synuclein Proteinen beschäftigt. Die Abteilung gehört zum National Institut on Aging (NIA). Die Abteilung wurde in den letzten fünf Jahren mit einem ungewöhnlich hohen Budget von insgesamt 2,6 Mrd. US-$ ausgestattet. Mit rund 800 wissenschaftlichen Veröffentlichungen gehört Masliah zu den oft zitierten Wissenschaftlern auf seinem Spezialgebiet, auch stützen sich mehrere pharmazeutische Zulassungsanträge auf seine Arbeiten.

## Vorwürfe wegen wissenschaftlichem Fehlverhalten
Nachdem Zweifel an der Korrektheit seiner Fachveröffentlichungen aufgekommen waren, hatte die Zeitschrift Science eine Untersuchung der Veröffentlichungen von Masliah durch mehrere Fachleute auf freiwilliger Basis durchführen lassen. Ergebnis war ein 300-seitiges Dossier, das auf der Grundlage seiner zwischen 1997 und 2023 erstellten Arbeiten in 132 Publikationen wissenschaftliches Fehlverhalten nachweist. Die Vorwürfe betreffen Unregelmäßigkeiten bei Bildern und Daten. Bilder wurden manipuliert, Western-Blot-Dokumente wurden gefälscht. In die Beschreibung der Ergebnisse von einem Experiment wurde die Abbildung eines anderen Experiments kopiert. Anzahl und Umfang der Manipulationen lassen der Untersuchung zufolge ein systematisches Vorgehen vermuten und können kaum als zufällige Irrtümer gewertet werden.
Die Kontroverse umfasst Arbeiten, die klinische Studien beeinflusst haben, wie etwa solche im Zusammenhang mit dem experimentellen Parkinson-Medikament Prasinezumab. Mehrere für die Entwicklung des wissenschaftlichen Forschungsprojekts grundlegende Arbeiten wurden wegen Bildmanipulationen bemängelt. Auch Studien zu Medikamenten wie Cerebrolysin, einem Alzheimer-Medikament, basieren auf fragwürdigen Daten aus Masliahs Labor.
Vor der Veröffentlichung durch Science hatte die Redaktion elf renommierte Wissenschaftler kontaktiert, die sich alle überrascht und schockiert zu dem Fehlverhalten geäußert haben, darunter der Biochemiker Christian Haass von der LMU. Masliah hat die Ergebnisse bisher nicht öffentlich kommentiert. Im September 2024 bestätigte das NIH, dass Masliah nach einer internen Untersuchung derzeit nicht mehr die Abteilung für Neurowissenschaften am NIA leitet.